# أرتور إيسلاس
أرتور إيسلاس (بالإنجليزية: Arturo Islas)‏ (25 مايو 1938، إل باسو في الولايات المتحدة - 15 فبراير 1991)؛ روائي أمريكي. درس في جامعة ستانفورد.